# Boțârlău
Boțârlău – wieś w Rumunii, w okręgu Vrancea, w gminie Vulturu. W 2011 roku liczyła 966
mieszkańców.